# Eleccions a l'Assemblea Nacional de Gal·les de 2011
Les eleccions a l'Assemblea Nacional de Gal·les de 2011 se celebraren el 5 de maig de 2011 per triar el parlament gal·lès. Fou la quarta elecció des de la devolució de poders.
L'elecció resultà en guanys pel governant Partit Laborista Gal·lès, que va guanyar 4 escons més respecte a les últimes eleccions aconseguint la meitat de l'assemblea, 30 escons. Els Conservadors Gal·lesos van emergir com cap de l'oposició amb 14 escons, guanyant-ne dos. El soci menor de la coalició de govern eixint, Plaid Cymru, va patir una caiguda de 4 escons. Així mateix, els Liberal Demòcrates Gal·lesos perderen un escó, mantenint 4.
Es van celebrar el mateix dia que les eleccions al parlament escocès i a l'Assemblea d'Irlanda del Nord.

## Sistema electoral
Per les eleccions a l’Assemblea de Gal·les, cada votant té dos vots en un sistema de representació proporcional mixta. El primer vot és per un candidat que esdevé membre de l’assemblea per la circumscripció local del votant, triat pel sistema majoritari. El segon vot és per una llista tancada regional de candidats. S'hi afigen escons addicionals des de les llistes a partir del mètode d’Hondt, tenint en compte els escons obtesos en les circumscripcions uninominals. El resultat global és, aproximadament, proporcional.
Els ciutadans britànics, irlandesos, europeus i de la Commonwealth vivint a Gal·les i majors de 18 anys tenien dret a votar.

### Mapes del resultat.

Resultats dels districtes uninominals (esquerra) i de les llistes (dreta)

## Resultats
| Partit  | Partit                             | Uninominals | Uninominals | Uninominals | Uninominals | Uninominals | Llista Regional | Llista Regional | Llista Regional | Llista Regional | Llista Regional | Escons totals | Escons totals | Escons totals |
| ------- | ---------------------------------- | ----------- | ----------- | ----------- | ----------- | ----------- | --------------- | --------------- | --------------- | --------------- | --------------- | ------------- | ------------- | ------------- |
| Partit  | Partit                             | Vots        | %           | +/-         | Escons      | +/-         | Vots            | %               | +/-             | Escons          | +/-             | Total         | +/-           | % d'escons    |
|         | Partit Laborista                   | 401.677     | 42,3        | ▲10,1       | 28          | ▲4          | 349.935         | 36,9            | ▲7,3            | 2               | –               | 30            | ▲4            | 50            |
|         | Partit Conservador                 | 237.388     | 25          | ▲2,6        | 6           | ▲1          | 213.773         | 22,5            | ▲1              | 8               | ▲1              | 14            | ▲2            | 23,3          |
|         | Plaid Cymru                        | 182.907     | 19,3        | ▼3,1        | 5           | ▼2          | 169.799         | 17,9            | ▲2,9            | 6               | ▼2              | 11            | ▼4            | 18,3          |
|         | Liberal Demòcrates                 | 100.259     | 10,6        | ▼4,2        | 1           | ▼2          | 76.349          | 8               | ▼3,7            | 4               | ▲1              | 5             | ▼1            | 8,3           |
|         | UKIP                               | –           | –           | –           | –           | –           | 43.756          | 4,6             | ▲0,7            | 0               | 0               | 0             | 0             | 0,0           |
|         | Verds                              | 1.514       | 0,2         | –           | 0           | 0           | 32.649          | 3,4             | ▼0,1            | 0               | –               | 0             | –             | 0,0           |
|         | Partit Socialista Laborista        | –           | –           | –           | –           | –           | 23.020          | 2,4             | ▲1,1            | 0               | –               | 0             | –             | 0,0           |
|         | Partit Nacional Britànic           | 7.056       | 0,4         | –           | 0           | 0           | 22.610          | 2,4             | ▼1,9            | 0               | –               | 0             | –             | 0,0           |
|         | Partit Cristià Gal·lès             | –           | –           | –           | –           | –           | 8.947           | 0,9             | –               | 0               | –               | 0             | –             | 0,0           |
|         | Partit Comunista Britànic          | –           | –           | –           | –           | –           | 2.676           | 0,3             | ▼0,1            | 0               | –               | 0             | –             | 0,0           |
|         | Demòcrates Anglesos                | 744         | 0,1         | ▼0.1        | 0           | –           | 1.904           | 0,2             | –               | 0               | –               | 0             | –             | 0,0           |
|         | Coalició Sindicalista i Socialista | –           | –           | –           | –           | –           | 1.639           | 0,2             | –               | 0               | –               | 0             | –             | 0,0           |
|         | Monster Raving Loony               | –           | –           | –           | –           | –           | 1.237           | 0,1             | –               | 0               | –               | 0             | –             | 0,0           |
|         | Independents                       | 12.478      | 1,3         | ▼1,1        | 0           | ▼1          | 1.094           | 0,1             | ▼0,9            | 0               | –               | 0             | ▼1            | 0,0           |
|         | Altres                             | 5.229       | 0,5         | –           | 0           | –           | –               | –               | –               | –               | –               | 0             | –             | 0,0           |
| Totals. | Totals.                            | 949.252     |             |             | 40          |             | 949.388         |                 |                 | 20              |                 | 60            |               |               |

Participació del 42%.

### Resum dels resultats
| Vot Popular | Vot Popular | Vot Popular | Vot Popular | Vot Popular |
| ----------- | ----------- | ----------- | ----------- | ----------- |
|             |             |             |             |             |

| <div style="background-color:#36.9; width: Error de l'expressió: Signe de puntuació no reconegut "'"px; height: 12px;"> | 1. DC241F |

| <div style="background-color:#22.5; width: Error de l'expressió: Paraula no reconeguda "partit".px; height: 12px;"> | 1. 0087DC |

| <div style="background-color:#17.9; width: Error de l'expressió: Paraula no reconeguda "plaid".px; height: 12px;"> | 1. 3F8428 |

| <div style="background-color:#8; width: Error de l'expressió: Paraula no reconeguda "liberal".px; height: 12px;"> | 1. FAA61A |

| <div style="background-color:#4.6; width: Error de l'expressió: Paraula no reconeguda "ukip".px; height: 12px;"> | 1. 70147A |

| <div style="background-color:#3.4; width: Error de l'expressió: Paraula no reconeguda "verds".px; height: 12px;"> | 1. 6AB023 |

| <div style="background-color:#2.4; width: Error de l'expressió: Paraula no reconeguda "partit".px; height: 12px;"> | 1. EE1C25 |

| <div style="background-color:#2.4; width: Error de l'expressió: Paraula no reconeguda "partit".px; height: 12px;"> | 1. 00008B |

| <div style="background-color:#2.0; width: Error de l'expressió: Paraula no reconeguda "altres".px; height: 12px;"> | darkgray |

| % Escons | % Escons | % Escons | % Escons | % Escons |
| -------- | -------- | -------- | -------- | -------- |
|          |          |          |          |          |

| <div style="background-color:#50; width: Error de l'expressió: Signe de puntuació no reconegut "'"px; height: 12px;"> | 1. DC241F |

| <div style="background-color:#23.33; width: Error de l'expressió: Paraula no reconeguda "partit".px; height: 12px;"> | 1. 0087DC |

| <div style="background-color:#18.33; width: Error de l'expressió: Paraula no reconeguda "plaid".px; height: 12px;"> | 1. 3F8428 |

| <div style="background-color:#8.33; width: Error de l'expressió: Paraula no reconeguda "liberal".px; height: 12px;"> | 1. FAA61A |

### Resum de regions i escons uninominals

#### Gal·les Central i Occidental
| Districte | Districte                              | Candidat Triat     | Resultat                                       |
| --------- | -------------------------------------- | ------------------ | ---------------------------------------------- |
|           | Brecon and Radnorshire                 | Kirsty Williams    | Liberal Demòcrates manté                       |
|           | Carmarthen East and Dinefwr            | Rhodri Glyn Thomas | Plaid Cymru manté                              |
|           | Camarthen West and South Pembrokeshire | Angela Burns       | Partit Conservador manté                       |
|           | Ceredigion                             | Elin Jones         | Plaid Cymru manté                              |
|           | Dwyfor Meirionnydd                     | Dafydd Elis-Thomas | Plaid Cymru manté                              |
|           | Llanelli                               | Keith Davies       | Partit Laborista guanya a Plaid Cymru          |
|           | Montgomeryshire                        | Russell George     | Partit Conservador guanya a Liberal Demòcrates |
|           | Preseli Pembrokeshire                  | Paul Davies        | Partit Conservador manté                       |

| Partit | Partit             | Escons | +/- | Vots   | %     | +/- % |
| ------ | ------------------ | ------ | --- | ------ | ----- | ----- |
|        | Plaid Cymru        | 1      | –   | 56.384 | 26,7% | 4,3%  |
|        | Partit Conservador | 0      | 1   | 52.905 | 25,1% | ▲2,2% |
|        | Partit Laborista   | 2      | –   | 47.348 | 22,5% | ▲4,1% |
|        | Liberal Demòcrates | 1      | ▲1  | 26.847 | 12,7% | 0,6%% |

#### Gal·les Septentrional
| Districte | Districte        | Candidat triat       | Resultat                                |
| --------- | ---------------- | -------------------- | --------------------------------------- |
|           | Aberconwy        | Janet Finch-Saunders | Partit Conservador guanya a Plaid Cymru |
|           | Alyn and Deeside | Carl Sargeant        | Partit Laborista manté                  |
|           | Arfon            | Alun Ffred Jones     | Plaid Cymru manté                       |
|           | Clwyd South      | Ken Skates           | Partit Laborista manté                  |
|           | Clwyd West       | Darren Millar        | Partit Conservador manté                |
|           | Delyn            | Sandy Mewies         | Partit Laborista manté                  |
|           | Vale of Clwyd    | Ann Jone             | Partit Laborista manté                  |
|           | Wrexham          | Lesley Griffiths     | Partit Laborista manté                  |
|           | Ynys Môn         | Ieuan Wyn Jones      | Plaid Cymru manté                       |

| Partit | Partit             | Escons | +/- | Vots   | %     | +/-%  |
| ------ | ------------------ | ------ | --- | ------ | ----- | ----- |
|        | Partit Laborista   | 0      | –   | 62.677 | 32,2% | ▲5,8% |
|        | Partit Conservador | 2      | –   | 52.201 | 26,8% | ▲1,2  |
|        | Plaid Cymru        | 1      | –   | 41.701 | 21,4% | 4,3%  |
|        | Liberal Demòcrates | 1      | –   | 11.507 | 5,9   | 2,1%  |

#### Gal·les Sud Central
| Districte | Districte                 | Candidat triat   | Resultat                                      |
| --------- | ------------------------- | ---------------- | --------------------------------------------- |
|           | Cardiff Central           | Jenny Rathbone   | Partit Laborista guanya a Liberal Demòcrates  |
|           | Cardiff North             | Julie Morgan     | Partit Laborista guanya al Partit Conservador |
|           | Cardiff South and Penarth | Vaughan Gething  | Partit Laborista manté                        |
|           | Cardiff West              | Mark Drakeford   | Partit Laborista manté                        |
|           | Cynon Valley              | Vikki Howells    | Partit Laborista manté                        |
|           | Pontypridd                | Mick Antoniw     | Partit Laborista manté                        |
|           | Rhondda                   | Leighton Andrews | Partit Laborista manté                        |
|           | Vale of Glamorgan         | Jane Hutt        | Partit Laborista manté                        |

| Partit | Partit             | Escons | +/- | Vots   | %     | +/-%  |
| ------ | ------------------ | ------ | --- | ------ | ----- | ----- |
|        | Partit Laborista   | 0      | –   | 85.445 | 41%   | ▲7%   |
|        | Partit Conservador | 2      | –   | 45.751 | 22%   | ▲0,3% |
|        | Plaid Cymru        | 1      | ▼1  | 28.606 | 13,7% | ▼1,8% |
|        | Liberal Demòcrates | 1      | ▲1  | 16.514 | 7,9%  | ▼6,1% |

#### Gal·les Sud Oriental
| Districte | Districte                  | Candidat triat  | Resultat                                             |
| --------- | -------------------------- | --------------- | ---------------------------------------------------- |
|           | Blaenau Gwent              | Alun Davies     | Partit Laborista guanya a Blaenau Gwent People Voice |
|           | Caerphilly                 | Jeff Cuthbert   | Partit Laborista manté                               |
|           | Islwyn                     | Gwyn Price      | Partit Laborista manté                               |
|           | Merthyr Tydfil and Rhymnew | Huw Lewis       | Partit Laborista manté                               |
|           | Monmouth                   | Nick Ramsay     | Partit Conservador manté                             |
|           | Newport East               | John Griffiths  | Partit Laborista manté                               |
|           | Newport West               | Rosemary Butler | Partit Laborista manté                               |
|           | Torfaen                    | Lynne Neagle    | Partit Laborista manté                               |

| Partit | Partit             | Escons | +/- | Vots   | %     | +/-%   |
| ------ | ------------------ | ------ | --- | ------ | ----- | ------ |
|        | Partit Laborista   | 0      | –   | 82.699 | 45,7% | ▲10,1% |
|        | Partit Conservador | 2      | ▲1  | 35.359 | 19,6% | 0,4%   |
|        | Plaid Cymru        | 2      | –   | 21.851 | 12,1% | 1,5%   |
|        | Liberal Demòcrates | 0      | 1   | 10.798 | 6%    | 5%     |

#### Gal·les Sud Occidental
| Districte | Districte    | Candidat triat | Resultat               |
| --------- | ------------ | -------------- | ---------------------- |
|           | Aberavon     | David Rees     | Partit Laborista manté |
|           | Bridgend     | Carwyn Jones   | Partit Laborista manté |
|           | Gower        | Edwina Hart    | Partit Laborista manté |
|           | Neath        | Gwenda Thomas  | Partit Laborista manté |
|           | Ogmore       | Janice Gregory | Partit Laborista manté |
|           | Swansea East | Mike Hedges    | Partit Laborista manté |
|           | Swansea West | Julie James    | Partit Laborista manté |

| Partit | Partit             | Escons | +/- | Vots   | %     | +/- %  |
| ------ | ------------------ | ------ | --- | ------ | ----- | ------ |
|        | Partit Laborista   | 0      | –   | 71.766 | 46,5% | ▲10,7% |
|        | Partit Conservador | 2      | ▲1  | 27.457 | 17,8% | ▲0,1%  |
|        | Plaid Cymru        | 1      | 1   | 21.258 | 13,8% | 3,9%   |
|        | Liberal Demòcrates | 1      | –   | 10.683 | 6,9%  | 5,5%   |